# Youcef Djahnit
Youcef Djahnit (en arabe : يوسف جحنيط) est un footballeur algérien né le 11 janvier 1997 à Bordj Bou Arreridj. Il évolue au poste d'avant centre à la JSM Tiaret.

## Biographie
Avec son club formateur, le CA Bordj Bou Arreridj, il joue 33 matchs en première division algérienne, inscrivant quatre buts.
En juillet 2020 il part à Constantine pour jouer chez le CS Constantine.